# 8401 Assirelli
8401 Assirelli eller 1994 DA är en asteroid i huvudbältet som upptäcktes den 16 februari 1994 av Farra d'Isonzo-observatoriet i Farra d'Isonzo. Den är uppkallad efter italienaren Giuseppe Assirelli.